# Bolt Arena
Le Bolt Arena (anciennement Finnair Stadium, Sonera Stadium et Telia 5G Areena) est un stade de football situé dans la capitale finlandaise Helsinki.
Construit dans le quartier de Töölö, juste derrière le stade olympique, il a été inauguré en 2000. Le coût de la construction total a atteint 18,5 M €. Le stade a une capacité de 10 770 spectateurs. En juillet 2006, un nouveau gazon artificiel a été installé, remplaçant ainsi l'ancienne pelouse artificielle de première génération utilisé pendant les deux années précédentes. Ce gazon est remplacé par une vraie pelouse pour les Championnats d'Europe de football féminin 2009.
C'est le stade officiel du HJK Helsinki et de sa réserve le Klubi-04. Il est également utilisé pour certains matchs amicaux de l'Équipe de Finlande de football.

## Caractéristique du stade
- Taille de champ : 105 × 68 mètres (recommandation de la UEFA).
- Projecteurs : 1 500 lux.
- Capacité : 10 770 spectateurs et tout le stade est couvert.
- La tribune principale est chauffée
- Système de chauffage sous le gazon.